# Anna Hohenzollern (1576–1625)
Anna Hohenzollern (ur. 3 lipca 1576, zm. 30 sierpnia 1625) – księżniczka i księżna pruska.

## Życiorys
Anna była najstarszą córką Albrechta Fryderyka, księcia pruskiego. W dniu 30 października 1594 poślubiła Jana Zygmunta, elektora Brandenburgii. Urodziła mężowi ośmioro dzieci:
- Jerzy Wilhelm (1595–1640),
- Anna Zofia Brandenburska (1598–1659), żona Fryderyka Ulryka, księcia Brunswick-Lüneburg,
- Maria Eleonora Brandenburska (1599–1655), żona Gustawa Adolfa, króla Szwecji,
- Katarzyna Brandenburska (1602–1644), żona (1) Gábora Bethlena, hospodara Siedmiogrodu, (2) Franciszka Karola Sachsen-Lauenburg,
- Joachim Zygmunt (1603–1625),
- Agnieszka Brandenburska (1606–1607),
- Jan Fryderyk (1607–1608),
- Albrecht Krystian (ur. i zm. 1609).

Anna często towarzyszyła mężowi w wojażach po terenie Prus Książęcych. W 1609 wraz z najmłodszą siostrą Zofią i mężami bawiły w zamku w Węgorzewie. Kilkakrotnie była też w Piszu, Rynie, Spychowie i Szczytnie.